# Santaella
Santaella ist eine Gemeinde mit 4.655 Einwohnern (Stand: 2024) in der Provinz Córdoba in Andalusien.

## Geographie
Die Gemeinde grenzt an Aguilar de la Frontera, La Carlota, Écija, Estepa, Montalbán de Córdoba, Puente Genil und La Rambla.

## Geschichte
Fruchtbare Landschaften mit guter Wasserversorgung bildeten die Grundlage für die Ansiedlung verschiedener Städte und Kulturen. Unter den Einwohnern ragen die vorrömischen Ureinwohner, die römische Zivilisation, die Goten und die hispano-muslemische Zeit als relevant für die heutige Gestalt Santaellas heraus. Sie alle haben ihre Spuren in der heutigen Stadt hinterlassen. Gegen 1240 wurde sie von König Ferdinand III. zurückerobert. Danach wurde Santaella von seinem Sohn Alfons X. an den Rat von Córdoba abgetreten. Felipe II. gewährte ihr die gerichtliche Unabhängigkeit, um sie später in eine Markgrafschaft umzuwandeln. Die Unabhängigkeit wurde 1733 wiedererlangt.

## Sehenswürdigkeiten
- Kirche La Asunción
- Reste der Almohadenmauer